# 황택하
황택하(1972년 9월 20일 ~ 현재)는 대한민국의 배우이다.

## 학력
- 한국예술종합학교연극원 석사
- 중앙대학교 연극학 학사

## 출연 작품

### 영화
- 2015년 《천상천하슈퍼갑》
- 2014년 《조선미녀삼총사》... 업동 역
- 2010년 《마녀의 관》
- 2007년 《화려한 휴가》... 동규 역
- 2007년 《경의선》... 남자 강사 역
- 2006년 《조용한 세상》... 인질극 남 역
- 2005년 《극장전》... 동창 부회장 역
- 2004년 《내 남자의 로맨스》... 조기철 역
- 2004년 《태극기 휘날리며》... 김철수 소대장 2 역

### TV 드라마
- 2010년 SBS 《자이언트》... 유찬성 역
- 2006년 KBS1《대조영》... 모개 역

### 연극
- 2000년 나는 고백한다
- 1998년 이보다 더 나쁠 순 없다
- 1998년 길 잃은 천사